# Legg Mason Building
Legg Mason Building je 40 patrový mrakodrap v Baltimoru. Se svojí výškou 161 m je nejvyšší ve městě, ale i ve státě Maryland. Slouží pro administrativní účely a byl dokončen v roce 1973 podle návrhu architekta Vlastimila Koubka.